# K-9 (film 1989)
K-9 – amerykańska komedia kryminalna z 1989 roku w reżyserii Roda Daniela. Zdjęcia do filmu kręcono w San Diego. Komedia doczekała się dwóch kontynuacji: K-911 (1999) oraz K-9: P.I. (2002).

## Fabuła
Michael Dooley, ekscentryczny policjant z wydziału narkotykowego z San Diego od dwóch lat rozpracowuje gang narkotykowy, którym kieruje Lyman. Kiedy pewnej nocy samochód Dooleya eksploduje, Dooley zamiast nowego samochodu dostaje z wydziału treningowego K-9 owczarka niemieckiego Jerry Lee. Od tego momentu stają się partnerami w pracy. Początki ich znajomości są dla nich trudne, ale z czasem znajdują  wspólny język.
Wkrótce dziewczyna Dooleya, Tracy zostaje porwana przez Lymana. W trakcie próby uwolnienia Tracy, Lyman strzela do psa, a Dooley w odwecie zabija go. Dooley i Tracy jadą z rannym psem do szpitala. Pies trafia na stół operacyjny, a potem w sali pooperacyjnej dochodzi do siebie. Po tych chwilach Dooley i jego pies postanawiają zrobić przerwę w pracy i  wraz z Tracy i jej pudelkiem wyjechać na wakacje do Las Vegas.

## Obsada
- James Belushi – Michael Dooley
- Mel Harris(inne języki) – Tracy
- Kevin Tighe(inne języki) – Lyman
- Ed O’Neill – Brannigan
- Jerry Lee – on sam
- James Handy(inne języki) – Byers
- Daniel Davis – Halstead
- Cotter Smith(inne języki) – Gilliam
- John Snyder – Freddie
- Pruitt Taylor Vince(inne języki) – Benny the Mule
- Sherman Howard(inne języki) – Dillon
- Jeff Allin – Chad
- David Haskell – Doktor
- Alan Blumenfeld – Żeglarz
- William Sadler – Don
- Dan Castallaneta – Maitre d'

## Piosenki
- "Main Title (Theme from Jaws)"
- "Iko Iko"
- "I Got You (I Feel Good)"
- "Oh Yeah(inne języki)"
- "Car Wash"